# Elevátor-ház
Az Elevátor-ház egy nagy méretű budapesti ipari létesítmény volt a Boráros tértől északra, a Közraktár utca Duna felőli oldalán. A Közraktárak számára és a beérkező áruk osztályázására, tárolására, átrakodására épült.

## Története
A Duna Fővám tér és a Boráros tér közötti partfala 1879–1881 között tartó kiépítésének befejezését követően épült, 1881 és 1883 között Ulrich Keresztély tervei alapján. A mai Petőfi híd pesti hídfőjének északi oldalán fekvő területen helyezkedett el. (Érdekesség, hogy eredetileg három ilyen épületet akartak felépíteni, de végül csak egy valósult meg.)
Alapterülete 90 × 35 méter, magassága 50 méter volt. Az első világháború után a kereskedelmi tendenciák megváltozásával csökkent jelentősége, ráadásul a második világháborúban komoly sérülést is szenvedett, ezért 1948-ban részlegesen, 1966-ban pedig teljesen lebontották. A hozzá csatlakozó Budapest-Dunapart teherpályaudvart 1992-1993 között bontották el.

## Nehru-part
A második világháború után a funkcióját vesztett Közraktárak és az Elevátorház romjai menti Duna parton a fővárosi hidak újjáépítésével foglalkozó Közúti Hídfenntartó Vállalat rendezte be a telepét. 1965-ben leköltözött Soroksárra, a Haraszti út végére.
A Petőfi hídtól északra 1966-1968 között alakították ki az 1987 óta az első indiai miniszterelnök, Dzsaváharlál Nehru nevét viselő parkot, amelyet 2016-ban újított fel a főváros.

## Képtár

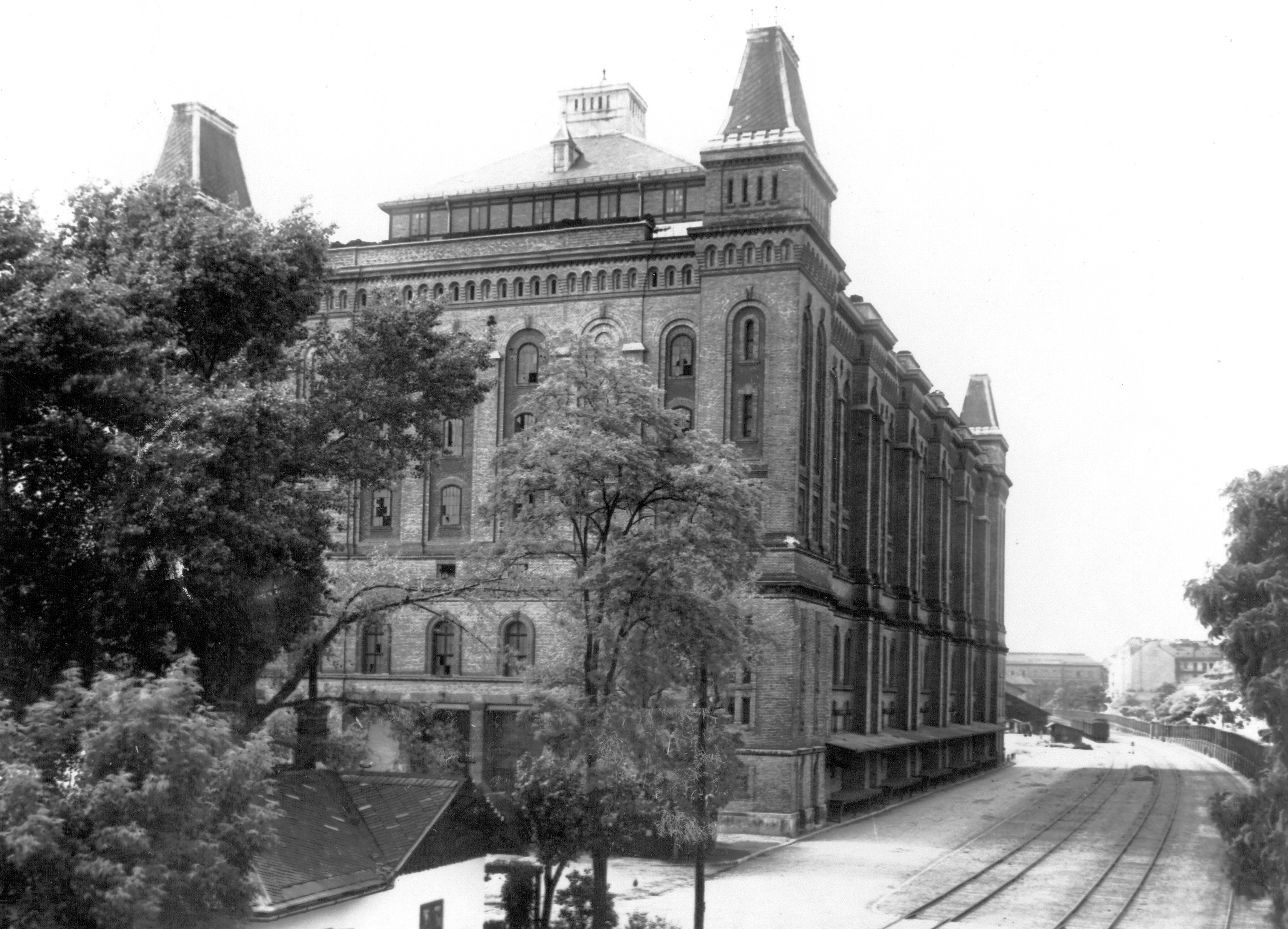
Az épület még teljes épségében, 1930-ban
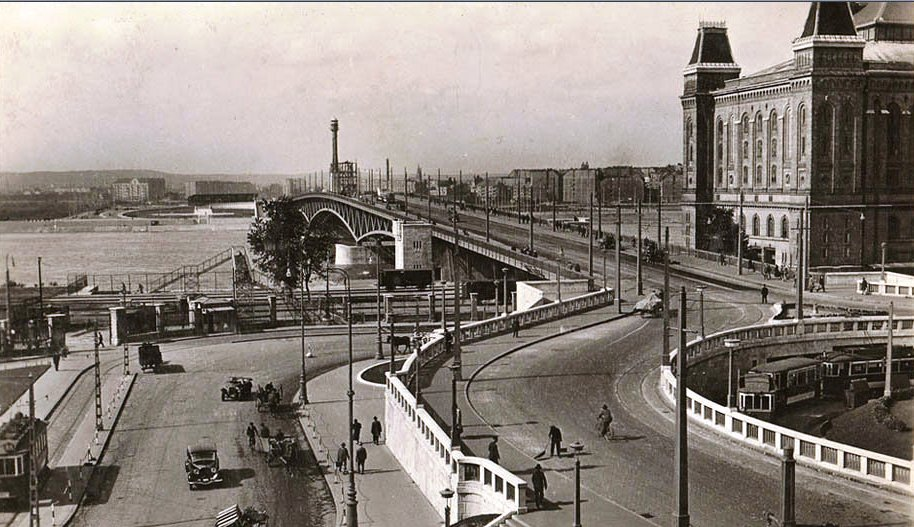
Az épület még teljes épségében a Petőfi (akkor Horthy Miklós) híd mellett, az 1930-as években
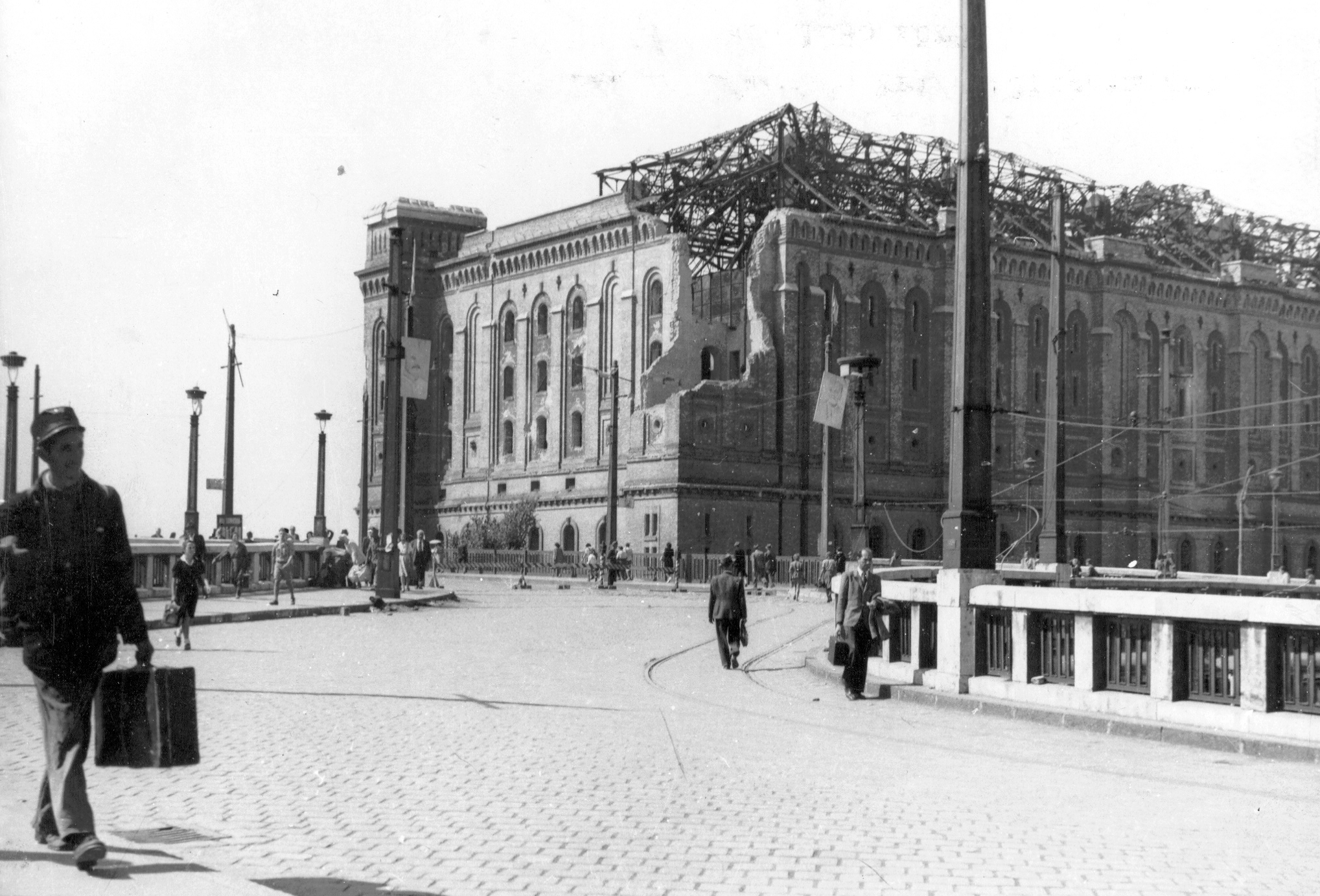
Az épület romos állapotban, 1944-ben
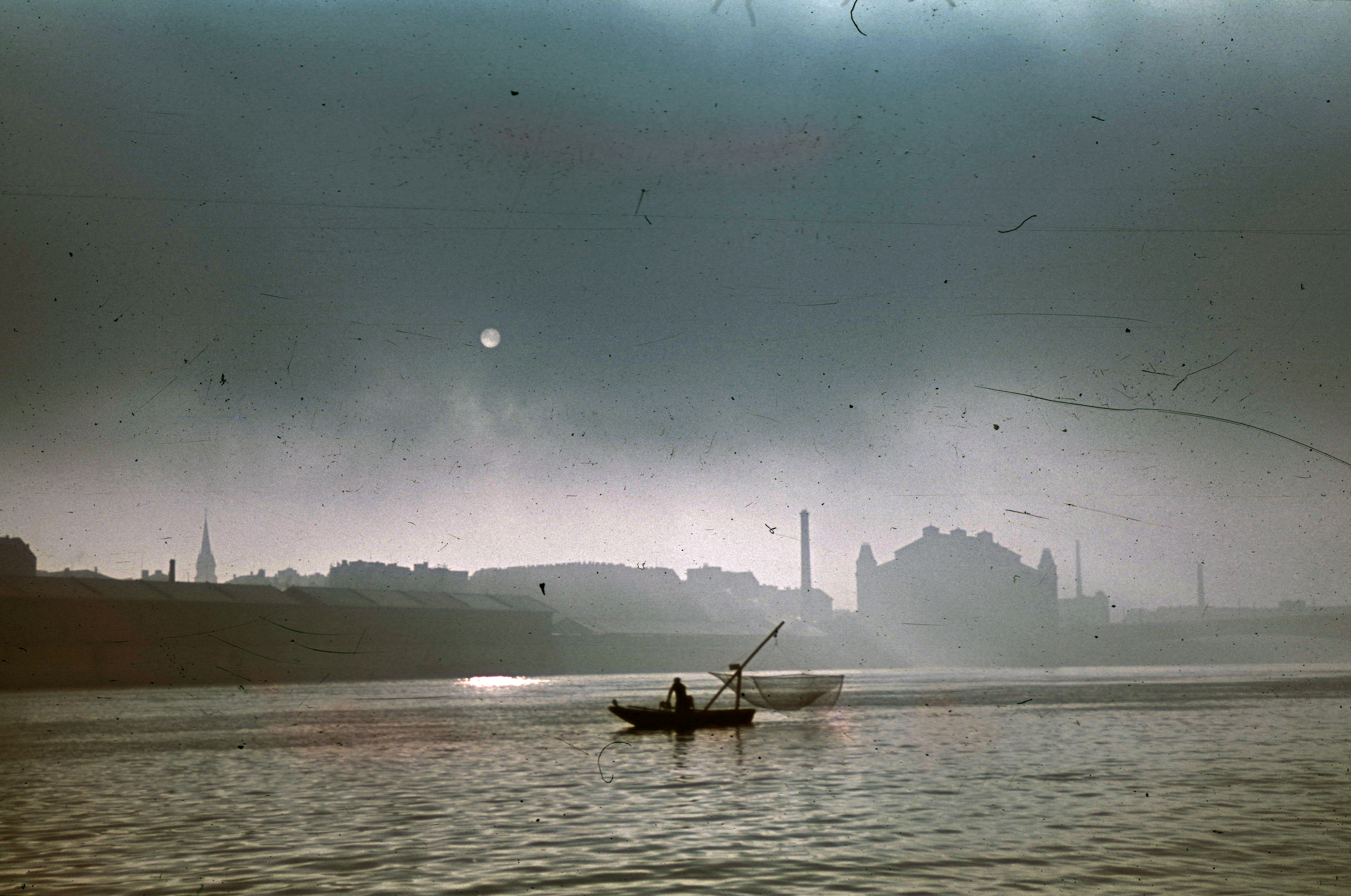
Halász a Dunán, háttérben a Közraktárak és az Elevátor-ház 1942-ben
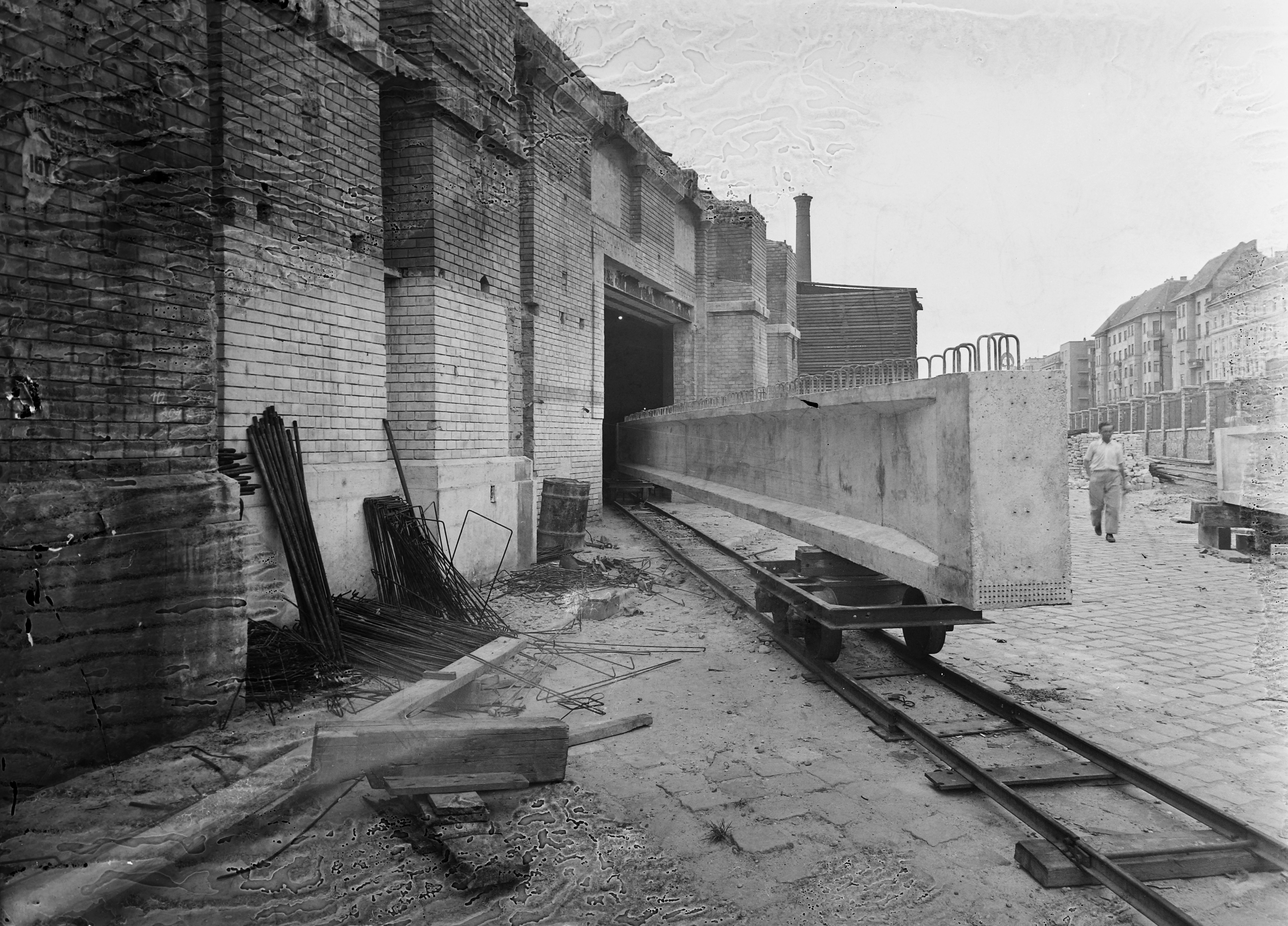
Közraktár utca, balra az Elevátor-ház maradványai 1950-ben
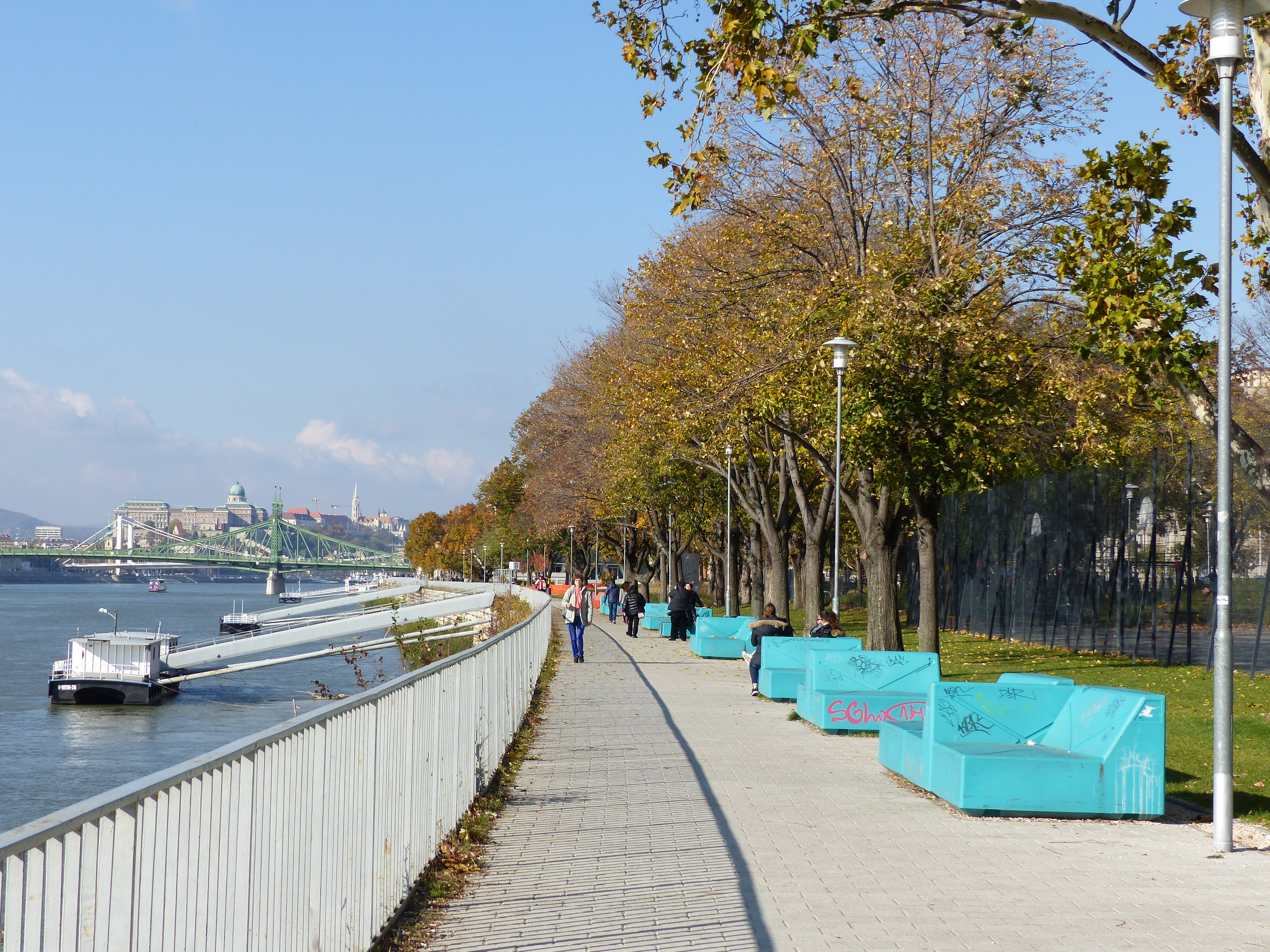
A parti sétány 2017-ben